# Procesy egzogeniczne
Proces egzogeniczny – proces geologiczny wpływający na obraz stałej powierzchni ciała niebieskiego, w szczególności Ziemi, wywołany czynnikami zewnętrznymi czyli egzogenicznymi. Procesy te mogą być związane z oddziaływaniem czynników działających w obrębie zewnętrznych geosfer, np. atmosfery oraz  kosmicznych (np. upadkami planetoid i komet).
Ze względu na charakter procesy geologiczne wywołane czynnikami zewnętrznymi dzieli się na niszczące i twórcze. Do niszczących procesów zaliczamy:
- wietrzenie
- denudację
- erozję
- eksfoliację
- ruchy masowe np. soliflukcja, spełzywanie, osuwanie, obrywanie
- upadki ciał niebieskich

a do procesów twórczych:
- akumulację
- diagenezę

Pomiędzy procesami niszczącymi i twórczymi mieści się proces transportu.